# جون سكوت
جون سكوت (بالإنجليزية: John Scott (representative))‏ (و. 1784 – 1850 م)هو سياسي من الولايات المتحدة الأمريكية . تولى منصب عضو مجلس نواب بنسلفانيا .
وهو عضو في الحزب الديمقراطي الأمريكي .